# 夛留見啓助
夛留見 啓助（たるみ けいすけ、1987年1月31日 - ）は、日本の俳優である。有限会社Breathに所属している。

## 人物・来歴
群馬県出身。身長178.5cm。血液型A型。趣味は映画・舞台鑑賞、景色を眺める。特技はドラム、空手、ボクシング。

## 出演

### 映画
2007年
- ドリフト6z - 角田進一

2009年
- 収穫 - 山下先輩
- 女の子ものがたり

2012年
- グラッフリーター刀牙 - 加藤清彦
- レディ・ドラゴン 怒りの鉄拳 - 国崎駿一
- 蒼箏曲（K）

2013年
- 鉄馬と風

2014年
- はだかのくすりゆび - 松下志人

### オリジナルビデオ
2011年
- 帰ってきた天装戦隊ゴセイジャー last epic - 加納
- 任侠沈没 - 井之頭

### テレビドラマ
- 愛の迷宮（2007年、東海テレビ）
- ひみつな奥さん 3（2008年、フジテレビ） - ホスト 役
- 金曜ナイトシアター 帝王 第1話 - 3話（2009年、毎日放送） - 伊達五郎 役
- 警部補 矢部謙三 episode1（2010年、テレビ朝日） - 田中一画の息子 役
- 大魔神カノン（2010年、テレビ東京） - イッキ 役
- 絶対零度〜特殊犯罪潜入捜査〜 （2011年、フジテレビ）
- 土曜ワイド劇場 おとり捜査官・北見志穂(15) （2011年、テレビ朝日） - 野洋一 役
- 仮面ライダーオーズ 第25・26話（2011年、テレビ朝日） - 武田直之 役
- 戦国★男士 第15話（2012年、tvk、チバテレ、テレ玉、サンテレビ他） - 蒲生氏郷 役
- Answer〜警視庁検証捜査官 第2話（2012年、テレビ朝日） - 一条聖也 役
- ビギナーズ! 第4話（2012年、TBS）
- 甘王の共感スクール（2013年、テレビ朝日） - 桐生春人 役[1]
- 科捜研の女 第13シリーズ 第6話（2013年、テレビ朝日） - 蓮見章 役
- 水曜ミステリー9 駐在刑事(2)（2015年、テレビ東京） - 宮原智樹 役
- 御茶ノ水ロック（2018年、テレビ東京）[2]

### バラエティ
- 逃走中（2014年、フジテレビ） - 茶助 役

### ネット配信動画
- ドロップ - 佐久間 役
- AKBラブナイト 恋工場 第16話「暗闇でつかまえて」（2016年6月9日、ビデオパス・テレ朝動画） - 幸司 役

### 舞台
- 『DEAR BOYS』VS. EAST HONMOKU（2008年、全労済ホールスペース・ゼロ、演出：宇治川まさなり）
- 路地裏の優しい猫（2008年2月1日 - 2月11日、赤坂レッドシアター、演出：森岡利行）
- 心は孤独なアトム（2008年、新宿シアターアプル、演出：森岡利行）
- オアシスと砂漠〜Love on the planet〜（2009年、青山劇場、演出：茅野イサム）
- DEAR BOYS -Double Revenge-（2011年、THEATRE1010、演出：宇治川まさなり）
- グラッフリーター刀牙 序章 〜熱狂的な刃牙ファンの母を持った息子の悲劇〜だけど喜劇!（2011年、SPACE107演出：迫英雄）
- 「御茶ノ水ロック－THE LIVE STAGE－」（2018年3月30日 - 4月15日）- 橘蓮 役

### CM
- 明星食品 チャルメラ『おじさんの挨拶』（2008年）
- マクドナルド マックシェイク『ひんやりマック、シェイク・ひんやりマック、フルーリー』（2010年）
- 三菱電機ビルテクノサービス『知らない誰か』（2010年）
- セブンイレブン『モンスターハンターキャンペーン』（2012年）
- コカ・コーラ『ポケットに、いつものおいしさを。』（2013年）
- ヤマダイ ニュータッチ 凄麺（2013年）

### PV
- The New Classics「『愛してる』が言えなくて」
- 清水翔太「YOU&I」
- ピコ「咲色リフレイン」
- AKB48「とっておきクリスマス」
- 関ジャニ∞「ひびき」